# Kostel svatého Jakuba Staršího (Městečko Trnávka)
Kostel svatého Jakuba Staršího je římskokatolická barokní stavba z roku 1752, která se zříceninou hradu Cimburk tvoří panorama Městečka Trnávky. Jedná se o orientovaný farní kostel místní farnosti, který je chráněný jako kulturní památka.

## Historie
Kostel je v obci připomínán už v roce 1406. V roce 1752 byl vystavěn pozdně barokní chrám, zasvěcený stejnému patronovi, tedy svatému Jakubovi Staršímu. V té době byl farářem p. Jeremiáš Josef Frank. V roce 1888 byly při obnově dlažby nalezeny dvě hrobky, jedna se šesti rakvemi a druhá velká pod kruchtou. Kostel prošel ve 20. století několika opravami. Roku 1938 proběhla renovace interiéru a jeho elektrifikace. Nejvýznamnější pak byla oprava střechy mezi lety 1973–1974, kdy původní břidlicová krytina byla nahrazena eternitem a střecha věže pokryta měděným plechem. V letech 1976–1977 dostal kostel novou omítku. Posledním zásahem byla oprava fasády v letech 1995–1998.

## Popis stavby

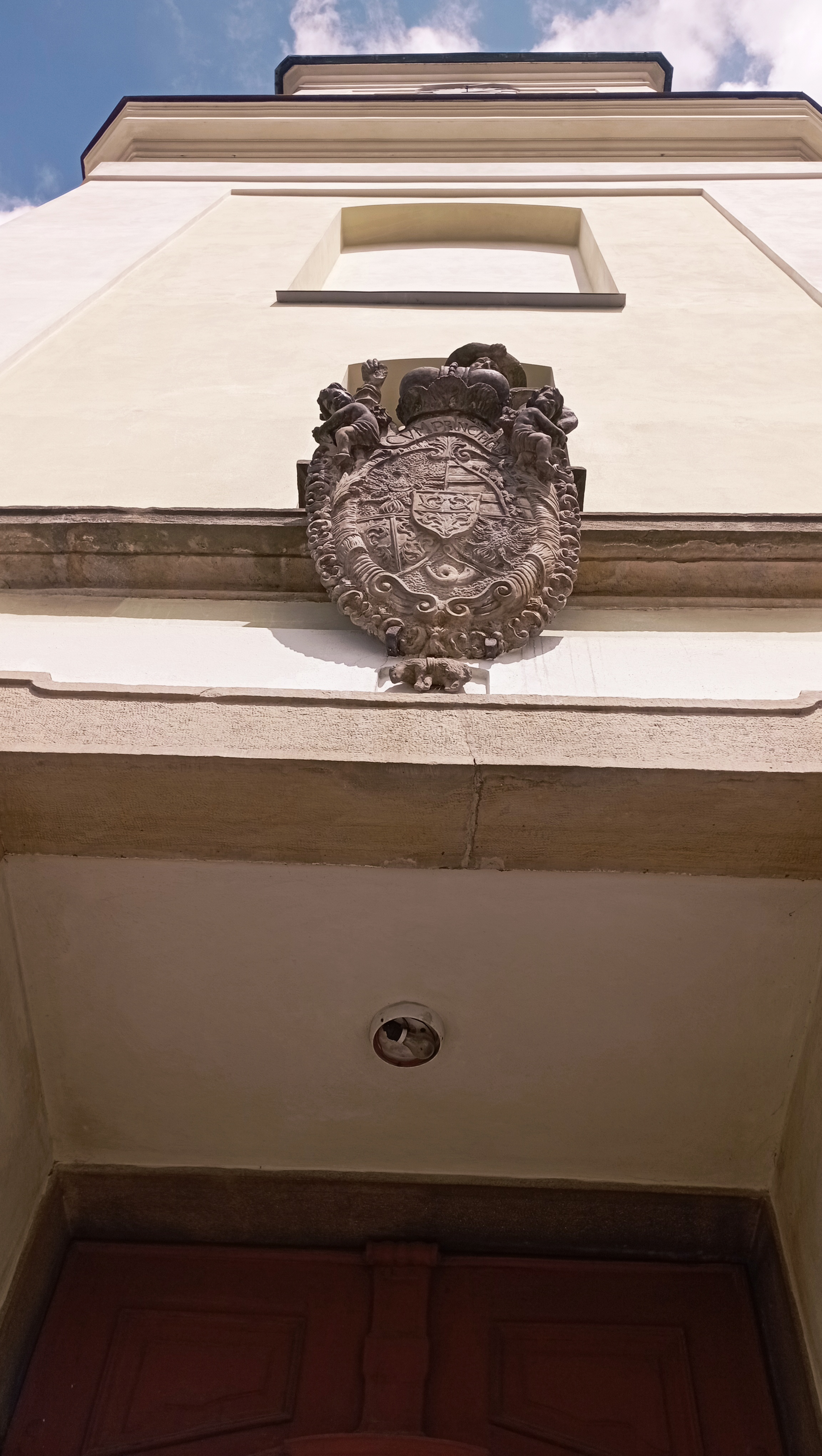
Erb Lichtenštejnů

Kostel je jednolodní stavba s částečně vtaženou věží do západního průčelí, z něhož předstupuje v podobě rizalitu. Kostelní loď je na východě zakončena užším, půlkruhově uzavřeným presbyteriem, k němuž na jižní straně přisedá sakristie. Fasády jsou členěny lizénovými rámci a obdélnými okny završenými segmenty s plošnými šambránami. Nad hlavním západním portálem je umístěn pískovcový erb rodu Lichtenštejnů a nad ním dvě niky, ve kterých jsou sochy svatého Jakuba v nadživotní velikosti a Pieta ve zmenšeném měřítku. Věž má půlkruhově uzavřená okna, nad kterými se pod římsou nacházejí hodiny, uvnitř věže jsou zavěšeny gotické zvony. Klenba kostela je tvořena čtyřmi poli pruské placky s lunetovými výsečemi oddělenými klenebními pasy, interiér je členěn pilastry nesoucími římsu obíhající prostorem.

## Bohoslužby
V kostele se pravidelně konají bohoslužby. Každou neděli v 9:30. Ve středu a v pátek se pak časy střídají podle zimního a letního času mezi 17. a 18. hodinou.